# Назери, Шахрам
Шахра́м Назери (перс. شهرام ناظرى‎, курд.Şehram Nazirî, р.1951/1949) — современный классический иранский тенор курдского происхождения, один из самых уважаемых иранских вокалистов современности. Признанная икона курдско-персидской классической и суфийской музыки. Первый вокалист который положил тексты Руми на музыку и представил их западной аудитории. Сотрудничал с известными исполнителями персидской классической музыки, такими как: Джалил Шахназ, Ализаде, Пайвар.

## Биография
Родился в курдской семье 1949/1951 году в Керманшахе, в Восточном Курдистане. Уже в самом раннем возрасте проявился его певческий дар. Родители, будучи людьми весьма просвещёнными и образованными, способствовали развитию музыкальных способностей сына. Позаботились о получении сыном музыкального образования  у лучших мастеров персидской музыки: Абдулы Давами, Ноурали Бороуманда и Махмуда Карими. Уже в 9 лет Шахрам выступает на радио и на сцене. К 29-ти он был известен в Иране и начал выступать за границей. И это был всегда успех и признание его таланта. Он становится фантастически востребованным и не сходит с экранов телевизоров. Записывает альбомы, которые мгновенно раскупаются. В числе известных его альбомов «Огонь в камышовых зарослях», «Столистный цветок», «Очарование сердца», «Религия доброты», «Румийская симфония».
Первый вокалист, который около 35-и лет назад положил тексты Руми на музыку и представил их западной аудитории. The New York Times назвала его «Персидским соловьем», а международный еженедельник Christian Science Monitor — иранским Паваротти. Назери записал более 40 альбомов. Gol-e Sadbarg до сегодняшнего дня считается одним из самых продаваемый изданий персидской классической и суфийской музыки в истории Ирана.
Концерты Назери состоялись во многих престижных концертных залах, таких как The Kodak Theatre (Церемония вручения Оскар) в Лос-Анджелесе, the Royal Albert Hall, the Festa del Popolo в Италии, the Kölner Philharmonie в Германии и многих других.
28 сентября 2007 Шахрам Назери был удостоен самого престижного во Франции звания шевалье «Chevalier des Arts et Lettres» за развитие и презентацию в мире персидской классической музыки.
Министерство культуры Ирана назвало его самым лучшим певцом классической и суфийской музыки. UCLA присвоила звание Живущей легенды.
25 февраля 2006 было избрано «Днем Шахрама Назери» в Сан-Диего. Вскоре после этого он получил признание Конгресса США и приглашение выступить с лекцией в Стэнфордском, Колумбийском, Гарвардском университетах, Калифорнийском университете в Беркли, и других.
Включен в список 500 наиболее влиятельных мусульман в мире (Royal Islamic Strategic Studies Center in Amman, Jordan).